# Eden (Wisconsin)
Eden é uma vila localizada no estado norte-americano de Wisconsin, no Condado de Fond du Lac.

## Demografia
Segundo o censo norte-americano de 2000, a sua população era de 687 habitantes.
Em 2006, foi estimada uma população de 770, um aumento de 83 (12.1%).

## Geografia
De acordo com o United States Census Bureau tem uma área de
1,3 km², dos quais 1,3 km² cobertos por terra e 0,0 km² cobertos por água. Eden localiza-se a aproximadamente 316 m acima do nível do mar.

## Localidades na vizinhança
O diagrama seguinte representa as localidades num raio de 16 km ao redor de Eden.